# 헤어만 펠스너
헤어만 펠스너(독일어: Hermann Felsner; 1889년 4월 1일, 빈 ~ 1977년 2월 6일, 슈타이어마크 주 그라츠)는 에르마노 펠스너(이탈리아어: Ermanno Fellsner)로도 알려진 오스트리아 빈 출신의 축구 선수이자 감독이다.

## 클럽 경력
선수 시절, 그는 비너에서 활약했고, 이후 이탈리아로 건너가 여러 구단을 지도했다.

## 감독 경력
그는 비록 다수의 구단들을 지도했으나, 볼로냐를 10년 넘게 지휘하며 4차례 이탈리아 리그 우승을 일구어낸 것으로 회자된다. 구단은 역사상 총 7개의 방패(scudetti)를 땄는데, 그에 따라 펠스너는 볼로냐 역사상 가장 성공적인 감독으로 기록된다.
그는 1937년에 제노아를 이끌고 코파 이탈리아도 한 번 더 우승을 거두었다.

## 수상

### 감독
볼로냐
- 이탈리아 리그: 1924-25, 1928-29, 1938-39, 1940-41

제노아
- 코파 이탈리아: 1936-37